# Panchanagar
Panchanagar – gaun wikas samiti w zachodniej części Nepalu w strefie Lumbini w dystrykcie Nawalparasi. Według nepalskiego spisu powszechnego z 2001 roku liczył on 1650 gospodarstw domowych i 8578 mieszkańców (4468 kobiet i 4110 mężczyzn).